# Albert, Somme

Albert este o comună în departamentul Somme, Franța. În 1 ianuarie 2022 avea o populație de 9.658 de locuitori.